# Monchy-Saint-Éloi
Monchy-Saint-Éloi est une commune française située dans le département de l'Oise en région Hauts-de-France. 

## Géographie

### Localisation

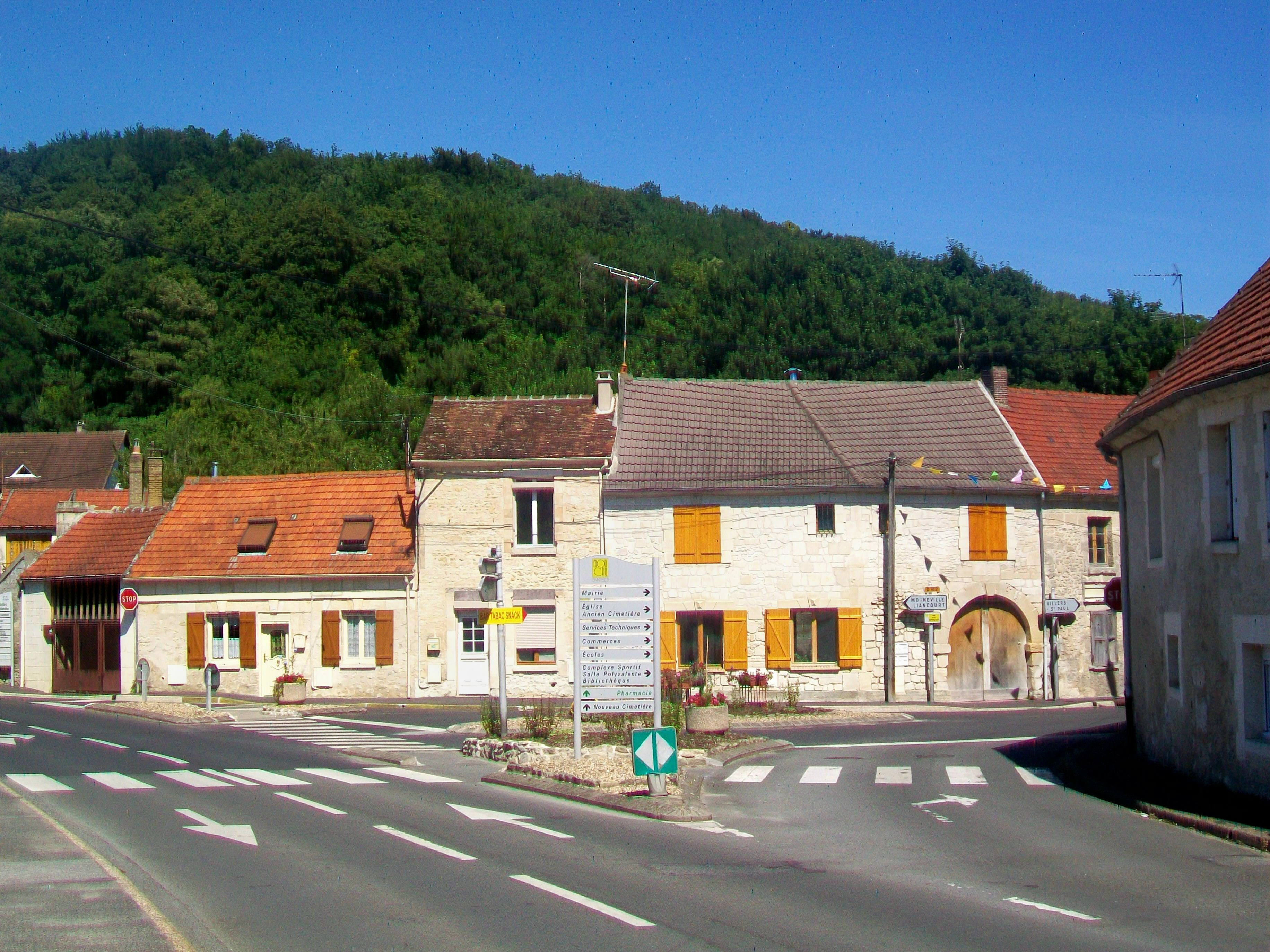
La place publique, vue depuis la rue de Caucriaumont venant du château et de Rantigny : à gauche, la RD 162 vers Mogneville ; à droite l'entrée au bourg proprement dit ; au fond, les coteaux boisés.

La commune est située dans le département de l'Oise, entre le chef-lieu d'arrondissement de Clermont au nord et l'agglomération de Creil au sud, près de la rive gauche de la Brêche, à une distance orthodromique de 49 km au nord de Paris. 
La commune se trouve dans l'aire urbaine de Paris. Par ailleurs, elle se trouve dans l'unité urbaine de Creil ainsi que dans sa zone d'emploi et dans son bassin de vie.

### Communes limitrophes
Les communes limitrophes sont  Angicourt, Cauffry, Laigneville, Mogneville, Nogent-sur-Oise et Villers-Saint-Paul.
| Cauffry     | Mogneville        | Angicourt          |
| Laigneville | Monchy-Saint-Éloi | Villers-Saint-Paul |
|             | Nogent-sur-Oise   |                    |

### Géologie et relief
La superficie de la commune est de 3,88 km2 ; son altitude varie de 29  à   116 mètres. 
Le village se situe à l'extrémité sud du territoire communal, face à Nogent-sur-Oise. Le point le plus bas se situe à l'endroit où la Brêche quitte définitvement la commune, à 29 m au-dessus du niveau de la mer. Depuis la déviation de la rivière lors de la construction de la nouvelle voie rapide, la Brêche ne correspond plus exactement à la limite sud de Monchy-Saint-Éloi. Les coteaux aux pentes raides qui délimitent le bourg au nord ont déterminé sa forme de village-ruban et favorisé la formation d'une agglomération avec Villers-Saint-Paul, à l'est. Au nord-ouest du bourg, la RD 62 est encaissée entre deux collines à l'ouest et à l'est, et de nouveaux quartiers pavillonnaires se sont constitués le long de cette route, jusqu'à 500 m avant la limite de la commune avec Mogneville. En total, le village atteint ainsi une longueur de 2,3 km. En haut des coteaux boisés qui dominent Monchy-Saint-Éloi au nord, se trouve un plateau agricole à plus de 100 m d'altitude ; s'y situe le point culminant de la commune, à 116 m au-dessus du niveau de la mer. Le nord-ouest du territoire communal, c'est-à-dire la zone comprise entre la RD 62 en direction de Mogneville et la Brêche, est également boisé. Cette zone est occupée par une butte, face au château, atteignant une altitude de 87 m mais de faible étendue. Plus au nord, y succède une plaine marécageuse arrosée par la Brêche. Le territoire communal s'y rétrécit à une envergure de moins de 300 m et s'interpose entre les communes de Laigneville à l'ouest et Mogneville à l'est, pendant près d'un kilomètre. C'est à l'extrémité nord de ce ruban de marais que se trouve la limite commune entre Monchy-Saint-Éloi et Cauffry, longue de 150 m environ seulement.
La colline de Monchy est constituée par du calcaire grossier qui fut extrait jadis dans plusieurs carrières pour fournir de la pierre à bâtir. Elle est entourée de sables glauconieux, (plusieurs sablonnières ont existé), alors que les sols de la vallée sont constitués de quelques terres d'apport et de tourbe dans le marais. (on procéda à l'extraction de celle-ci à partir de 1798, date de partage des terrains communaux). Après l'arrêt d'exploitation des carrières, certaines furent utilisées pendant plusieurs décennies, comme champignonnières.

### Hydrographie

#### Réseau hydrographique

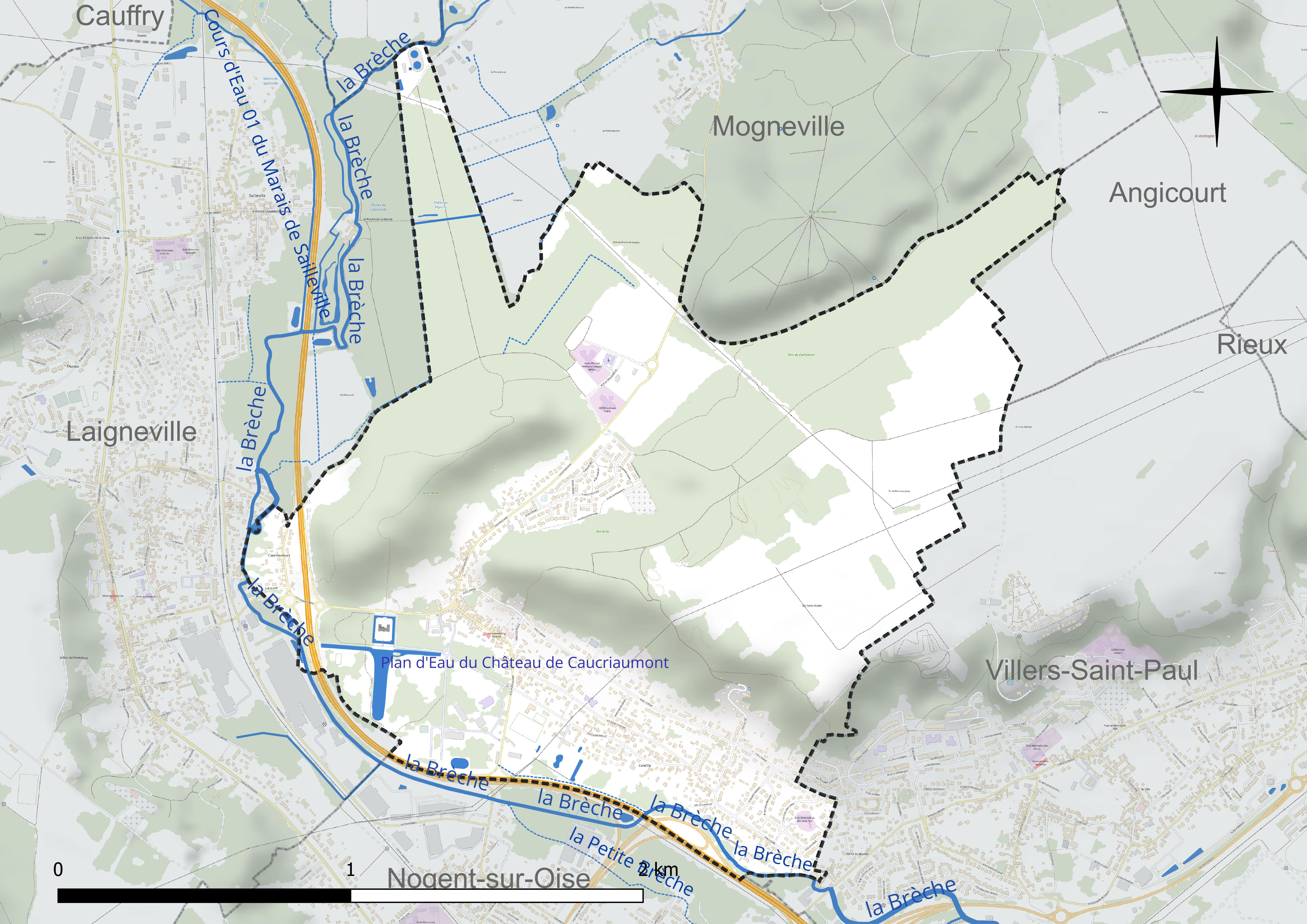
Réseau hydrographique de Monchy-Saint-Éloi.

La commune est située dans le bassin Seine-Normandie. 
Elle est drainée par la Brèche,.
La Brèche, d'une longueur de 45 km, prend sa source dans la commune de Reuil-sur-Brêche et se jette  dans l'Oise à Villers-Saint-Paul, après avoir traversé 22 communes. Les caractéristiques hydrologiques de la Brêche sont données par la station hydrologique située sur la commune de Nogent-sur-Oise. Le débit moyen mensuel est de 2,19 m3/s. Le débit moyen journalier maximum est de 11,3 m3/s, atteint lors de la crue du 26 janvier 1995. Le débit instantané maximal est quant à lui de 14,4 m3/s, atteint le 1er janvier 1995.
Un plan d'eau complète le réseau hydrographique : le plan d'eau du Château de Caucriaumont (1,6 ha),.

#### Gestion et qualité des eaux
Le territoire communal est couvert par le schéma d'aménagement et de gestion des eaux (SAGE) « Sensée ». Ce document de planification concerne un territoire de 492 km2 de superficie, délimité par le bassin versant de la Brêche. Le périmètre a été arrêté le 9 février 2017 et le SAGE proprement dit a été approuvé le 25 novembre 2021. La structure porteuse de l'élaboration et de la mise en œuvre est le syndicat mixte du Bassin Versant de la Brèche (SMBVB). 
La qualité des cours d'eau peut être consultée sur un site dédié géré par les agences de l'eau et l'Agence française pour la biodiversité. 

### Climat
Pour des articles plus généraux, voir Climat des Hauts-de-France et Climat de l'Oise.
En 2010, le climat de la commune est de type climat océanique dégradé des plaines du Centre et du Nord, selon une étude du CNRS s'appuyant sur une série de données couvrant la période 1971-2000. En 2020, Météo-France publie une typologie des climats de la France métropolitaine dans laquelle la commune est exposée à un climat océanique et est dans la région climatique  Nord-est du bassin Parisien, caractérisée par un ensoleillement médiocre, une pluviométrie moyenne régulièrement répartie au cours de l'année et un hiver froid (3 °C). 
Pour la période 1971-2000, la température annuelle moyenne est de 10,7 °C, avec une amplitude thermique annuelle de 14,7 °C. Le cumul annuel moyen de précipitations est de 665 mm, avec 12,5 jours de précipitations en janvier et 8,3 jours en juillet. Pour la période 1991-2020, la température moyenne annuelle observée sur la station météorologique la plus proche, située sur la commune de Creil à 4 km à vol d'oiseau, est de 11,2 °C et le cumul annuel moyen de précipitations est de 662,2 mm,. Pour l'avenir, les paramètres climatiques de la commune estimés pour 2050 selon différents scénarios d'émission de gaz à effet de serre sont consultables sur un site dédié publié par Météo-France en novembre 2022.
| Mois                                  | jan.             | fév.             | mars             | avril         | mai             | juin           | jui.           | août           | sep.            | oct.          | nov.             | déc.             | année                                     |
| ------------------------------------- | ---------------- | ---------------- | ---------------- | ------------- | --------------- | -------------- | -------------- | -------------- | --------------- | ------------- | ---------------- | ---------------- | ----------------------------------------- |
| Température minimale moyenne (°C)     | 1,4              | 1,2              | 3,1              | 4,9           | 8,4             | 11,4           | 13,4           | 13,2           | 10,3            | 7,8           | 4,3              | 1,9              | 6,8                                       |
| Température moyenne (°C)              | 4,1              | 4,6              | 7,5              | 10,3          | 13,7            | 16,9           | 19,2           | 19             | 15,6            | 11,9          | 7,4              | 4,5              | 11,2                                      |
| Température maximale moyenne (°C)     | 6,8              | 8                | 12               | 15,6          | 19              | 22,4           | 24,9           | 24,8           | 20,9            | 15,9          | 10,5             | 7,2              | 15,7                                      |
| Record de froid (°C) date du record   | −21,6 17.01.1985 | −18,5 14.02.1956 | −11,4 08.03.1971 | −5,3 06.04.21 | −2,6 03.05.1981 | 0,7 01.06.1975 | 3,5 01.07.1960 | 3,2 01.08.1965 | −0,6 17.09.1971 | −5 28.10.03   | −11,3 24.11.1998 | −16,7 31.12.1970 | −21,6 1985                                |
| Record de chaleur (°C) date du record | 15,9 27.01.03    | 21,4 28.02.1960  | 25,4 31.03.21    | 28 20.04.18   | 31,7 07.05.1976 | 36,4 27.06.11  | 41,6 25.07.19  | 39,3 09.08.20  | 35,3 15.09.20   | 28,3 01.10.11 | 20,7 08.11.15    | 16,9 07.12.00    | 41,6 2019                                 |
| Ensoleillement (h)                    | 492              | 867              | 1 417            | 2 008         |                 | 2 169          |                | 217            | 1 806           | 1 184         | 674              | 614              | erreur soleil-ann n'est pas un nombre (-) |
| Précipitations (mm)                   | 56,2             | 47,1             | 48,2             | 45,2          | 60              | 56             | 56             | 57,6           | 45              | 61,1          | 59,2             | 70,6             | 662,2                                     |

### Milieux naturels et biodiversité
Le site du marais de Monchy et la Grande Prairie est une ancienne tourbière alcaline, désormais boisée, et une zone marécageuge utilisée comme peupleraie, qui présente des espèces végétales caractéristiques des systèmes tourbeux dans quelques clairières, et quui présente une flore intéressante comprenant notamment des aconits du Portugal, potamots colorés, laîches paradoxales, samole de Valérandus, laîches à fruits écailleux, laîches bleuâtres, laîterons des marais, pigamons jaunes.
Le Conservatoire d’espaces naturels de Picardie gère le site depuis 2005.

## Urbanisme

### Typologie
Au 1er janvier 2024, Monchy-Saint-Éloi est catégorisée ceinture urbaine, selon la nouvelle grille communale de densité à sept niveaux définie par l'Insee en 2022.
Elle appartient à l'unité urbaine de Creil, une agglomération intra-départementale regroupant 23  communes, dont elle est une commune de la banlieue,,. 
Par ailleurs la commune fait partie de l'aire d'attraction de Paris, dont elle est une commune de la couronne,. 

### Occupation des sols

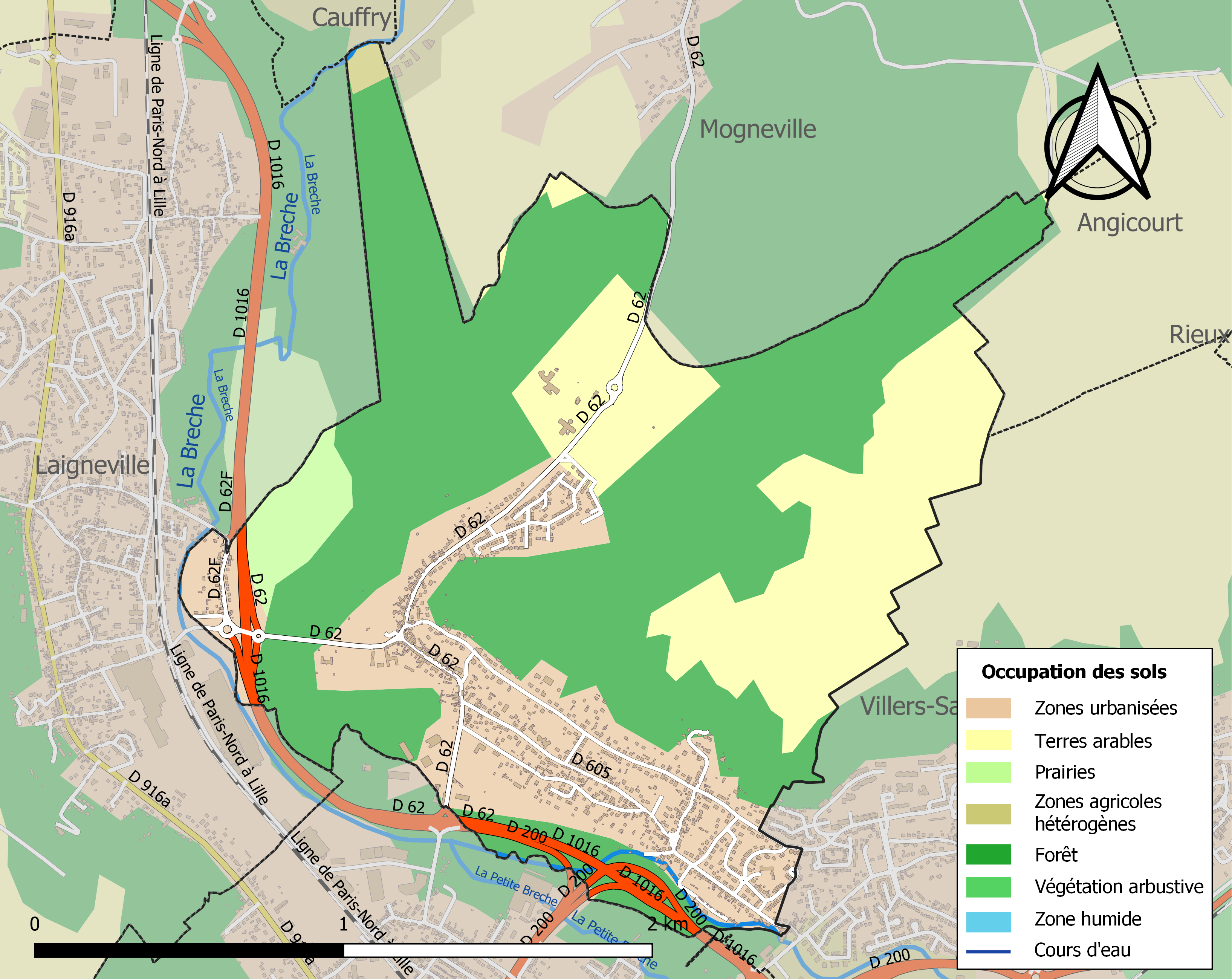
Carte des infrastructures et de l'occupation des sols de la commune en 2018 (CLC).

L'occupation des sols de la commune, telle qu'elle ressort de la base de données européenne d'occupation biophysique des sols Corine Land Cover (CLC), est marquée par l'importance des forêts et milieux semi-naturels (53,3 % en 2018), en diminution par rapport à 1990 (54,4 %). 
La répartition détaillée en 2018 est la suivante : forêts (53,3 %), zones urbanisées (22,4 %), terres arables (21,3 %), prairies (2,7 %), zones agricoles hétérogènes (0,4 %). 
L'évolution de l'occupation des sols de la commune et de ses infrastructures peut être observée sur les différentes représentations cartographiques du territoire : la carte de Cassini (XVIIIe siècle), la carte d'état-major (1820-1866) et les cartes ou photos aériennes de l'IGN pour la période actuelle (1950 à aujourd'hui).

### Morphologie urbaine
En 1837, Louis Graves indique que « Le village formé de deux rues, est dans la vallée, au pied de la butte connue sous le nom de petite montagne ».

### Lieux-dits, hameaux et écarts
Monchy-Saint-Éloi compte deux hameaux : Caucriaumont, près de la Brêche et de la RD 1016, à proximité immédiate de Laigneville, et Candilly, à mi-chemin entre le bourg et Villers-Saint-Paul.

### Habitat et logement
En 2021, le nombre total de logements dans la commune était de 805, alors qu'il était de 767 en 2016 et de 738 en 2011. 
Parmi ces logements, 95,5 % étaient des résidences principales, 0,4 % des résidences secondaires et 4,1 % des logements vacants. Ces logements étaient pour 90,1 % d'entre eux des maisons individuelles et pour 9,5 % des appartements. 
Le tableau ci-dessous présente la typologie des logements à Monchy-Saint-Éloi en 2021 en comparaison avec celle de l'Oise et de la France entière. Une caractéristique marquante du parc de logements est ainsi la faible proportion des résidences secondaires et logements occasionnels (0,4 %) par rapport au département (2,4 %) et à la France entière (9,7 %). 
| Typologie                                               | Monchy-Saint-Éloi | Oise | France entière |
| ------------------------------------------------------- | ----------------- | ---- | -------------- |
| Résidences principales (en %)                           | 95,5              | 90,5 | 82,2           |
| Résidences secondaires et logements occasionnels (en %) | 0,4               | 2,4  | 9,7            |
| Logements vacants (en %)                                | 4,1               | 7    | 8,1            |

### Projets d'aménagement
La commune renouvelle à partir de 2023 son centre-bourg. Ce projet, étudié pendant une décennie et ne nécessitant pas d'artificialiser de nouveaux terrains, prévoit la réalisation  de 113 logements sur un espace de 1,6 ha tout en ouvrant le cœur de la commune vers les bois,.

### Voies de communications et transports

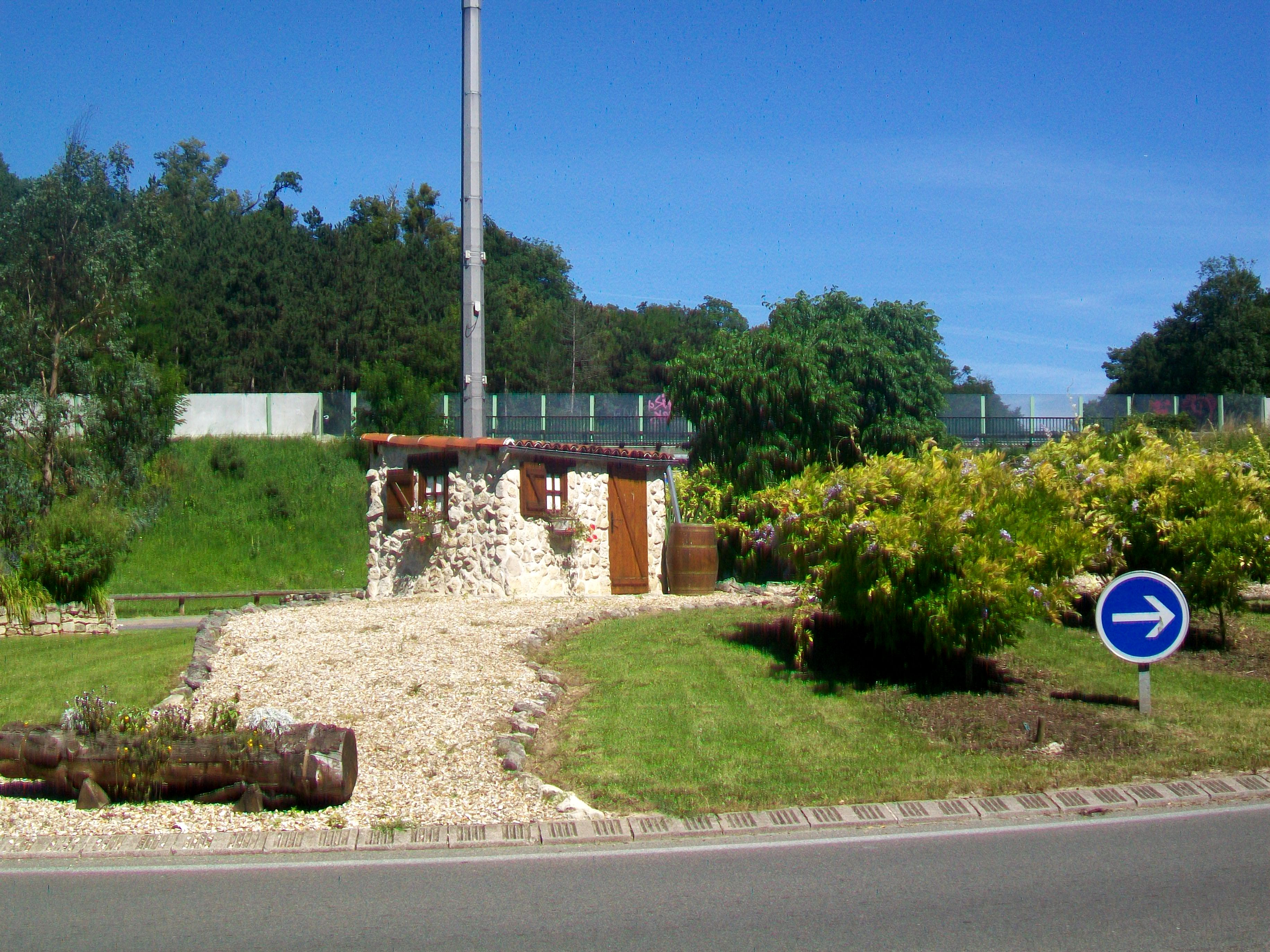
Ce rond-point près de l'échangeur avec la RD 1016 (visible au fond) évoque le passé viticole de la commune.

Le territoire est parcouru du nord au sud par la RD 62, qui relie la RN 31 à Nogent-sur-Oise par Liancourt et Mogneville, et qui pénètre dans le village depuis le nord par l'étroit passage existant entre les deux collines. Il n'est toutefois plus possible de se rendre à Nogent par la RD 62, car cette dernière est intercepté depuis 1966 par la déviation de la RN 16 (l'actuelle RD 1016), au sud du territoire communal. L'on peut seulement y quitter cette voie rapide en provenance de Creil, ou la rejoindre en direction de Clermont. 
Sinon, une variante de la RD 62, la route de Caucriaumont, quitte la commune par l'ouest en direction de Rantigny, et rencontre au passage un échangeur avec la RD 1016. Il a été aménagé en 2007 à l'occasion de l'élargissement de la RD 1016 à quatre voies et permet un accès direct à la voie express en toute sécurité. Deux voies communales font communiquer Monchy-Saint-Éloi et Villers-Saint-Paul, alors qu'aucune route directe n'existe entre Monchy-Saint-Éloi et Nogent-sur-Oise, éloigné pourtant de quelques centaines de mètres seulement.
Monchy-Saint-Éloi ne dispose pas d'une station de chemin de fer,mais la  gare de Laigneville se trouve à proximité du village, à une distance routière de 1,1 km (depuis la mairie). La gare est desservie par les trains TER Hauts-de-France (relations C10, C11 et P10). Quatorze à quinze trains par jour et par sens s'arrêtent du lundi au vendredi, et six à sept les dimanches et jours fériées. Du lundi au vendredi, la moitié des trains est origine ou terminus Creil, un changement étant donc nécessaire pour les déplacements entre Liancourt et Paris. Un TER Hauts-de-France met en moyenne 39 min pour atteindre la capitale, avec trois arrêts intermédiaires.
Concernant les transports en commun routiers, la commune est desservie, en 2023, par les lignes 631, 6210, 6241, 6318 et 6353 du réseau interurbain de l'Oise.

## Toponymie
Le nom Monchy vient de Monciaco Villa (Ve siècle). On retrouve l'origine du nom de la commune au Xe siècle, Monchy s'appelle alors Monciaco Villa. À cette désignation s'ajoute vers 1240 le nom du saint patron de la paroisse : ce devient alors Monciacum sancti Eligii devenu Monchy-Saint-Éloi vers 1373. Sous la Révolution française elle a été dénommée Monchy-Éloi, puis de nouveau Monchy-Saint-Éloi.

## Histoire

### Antiquité
Monchy est un des plus anciens lieux habités du Beauvaisis. C'était un fundus (domaine gallo-romain) appartenant à un nommé Moncius. Les deux hameaux Candilly et Caucriaumont ont pour origine des domaines gallo-romains : Candilly le fundus de Cantiliacum, et Caucriaumont celui de Caucriacum[réf. nécessaire][réf. nécessaire]. 

### Moyen Âge
Voici selon saint Ouen, et rapportés par Louis Graves, les événements qui se seraient produits à Monchy au temps de saint Éloi et de suite après sa mort, et qui ont amené la dénomination actuelle du village : 
Éloi, conseiller des rois Clotaire II et Dagobert, avait coutume en se rendant à la villa royale de Compiègne de prendre son gîte au-delà de la rivière d'Oise à Monchy chez son ami Vualdolenus. Or comme cet homme, après la mort d'Éloi eut ôté le lit et la couche où Éloi avait coutume de coucher, l'ayant mis en un autre lieu il se coucha sur celui-ci, et il fut pris d'une grande fièvre durant la nuit, et par révélation sa femme et lui ayant été avertis en songes qu'ils eussent à leur retirer de là et à rétablir la couche en sa place : le mary voyant que la fièvre ne le quittait point, et même qu'elle augmentait de plus en plus, fit remettre les lit et couche en leur place ; ce qu'il n'eut pas si tôt fait que la fièvre le quitta et il fut guéri. Ce qu'étant divulgué, plusieurs commencèrent d'y venir faire leurs vœux et offrandes, et où plusieurs miracles furent faits ? Ce qui donna occasion à cet hôte de quitter sa maison et de la donner pour qu'elle soit démolie et qu'à sa place ont construisit une église en bois dans laquelle furent mis les lit et couches d'Éloi, après la mort de celui-ci survenue en 659, de nombreux miracles s'opérèrent en ce lieu par le contact de son lit entre autres l'un vers Clotaire, roi de France. C'est vraisemblablement depuis cette époque que le village de Monchy doit l'épithète qui accompagne son nom au saint patron des forgerons et des orfèvres.
Un château-fort se trouvait près de la Brêche. Les fossés de l'édifice actuel proviennent de cette forteresse, et ses quatre pavillons d'angle sont construits sur les fondations des anciennes tours.

### Temps modernes
En 1539, le seigneur de Monchy est Jean de Marigny, député de la paroisse à l'assemblée de Creil pour la réforme des coutumes du bailliage de Senlis. À cette époque, le domaine du château appartient à l'abbaye royale du Parc aux Dames (à Auger-Saint-Vincent) qui le cède ensuite à un certain Denis Bodin qui rencontre des difficultés financières. Le domaine est saisi, vendu judiciairement et adjugé à Louis Leclerc qui devient seigneur de Monchy, et entreprend la reconstruction du château vers 1620.
Il s'agit d'un château à vocation résidentielle plus commode, de style Louis XIII. C'est un simple bâtiment rectangulaire allongé, terminé par deux pavillons carrés légèrement saillants. Les deux façades sont identiques. La reconstruction est due tout d'abord à Louis Leclerc puis à son gendre François Le Conte, trésorier général de l'extraordinaire des guerres et de la marine. Il détourne le chemin traversant le parc vers le nord, et la façade nord devient ainsi la façade principale. À la mort de François Le Conte, c'est son fils aîné, l'abbé Anthoine Le Conte, grand amoureux des lieux, qui termine la construction. Conseiller et aumônier du roi, devenu évêque de Grasse en 1681, il meurt au château le 6 septembre 1683.

### Époque contemporaine
En 1816, Didier Théophile Deyeux, fils du chimiste Nicolas Deyeux, installe sur la propriété du château une fabrique de carreaux étrusques, qui est déplacée vers la faïencerie de Liancourt en 1828.
Vers 1830, les 388 ha de la commune comprennent : 200 ha de terres labourables, 4 ha de vignes, 7 ha de vergers, 45 ha de prés, 11 ha de potagers et jardins d'agrément et 92 ha de bois. On y trouve une école primaire, une tourbière, plusieurs carrières et un moulin à eau. 
En 1852, le comte de Poret fait construire les ailes du château ainsi que la galerie éclairée par des vitraux de différentes provenances. Il fait également surélever la partie centrale du second étage, afin d'équilibrer la perspective du bâtiment. 
Napoléon III se rendant au château de Compiègne effectue de fréquentes visites à Monchy, où il joue au billard avec son ami le comte de Poret. 
Comme dans toute la France, à la fin du XIXe siècle, les vignes sont atteintes par le phylloxéra et doivent être entièrement arrachées. Dès lors, on fabrique du cidre pour remplacer le vin. À cette époque, de nombreux habitants fabriquent des chaussons et des galoches à leur domicile, leur production étant ensuite collectée par un voiturier qui les porte vers les fabriques de Liancourt. Pour cette raison la commune est surnommée Monchy-la-Galoche.[réf. nécessaire]

## Politique et administration

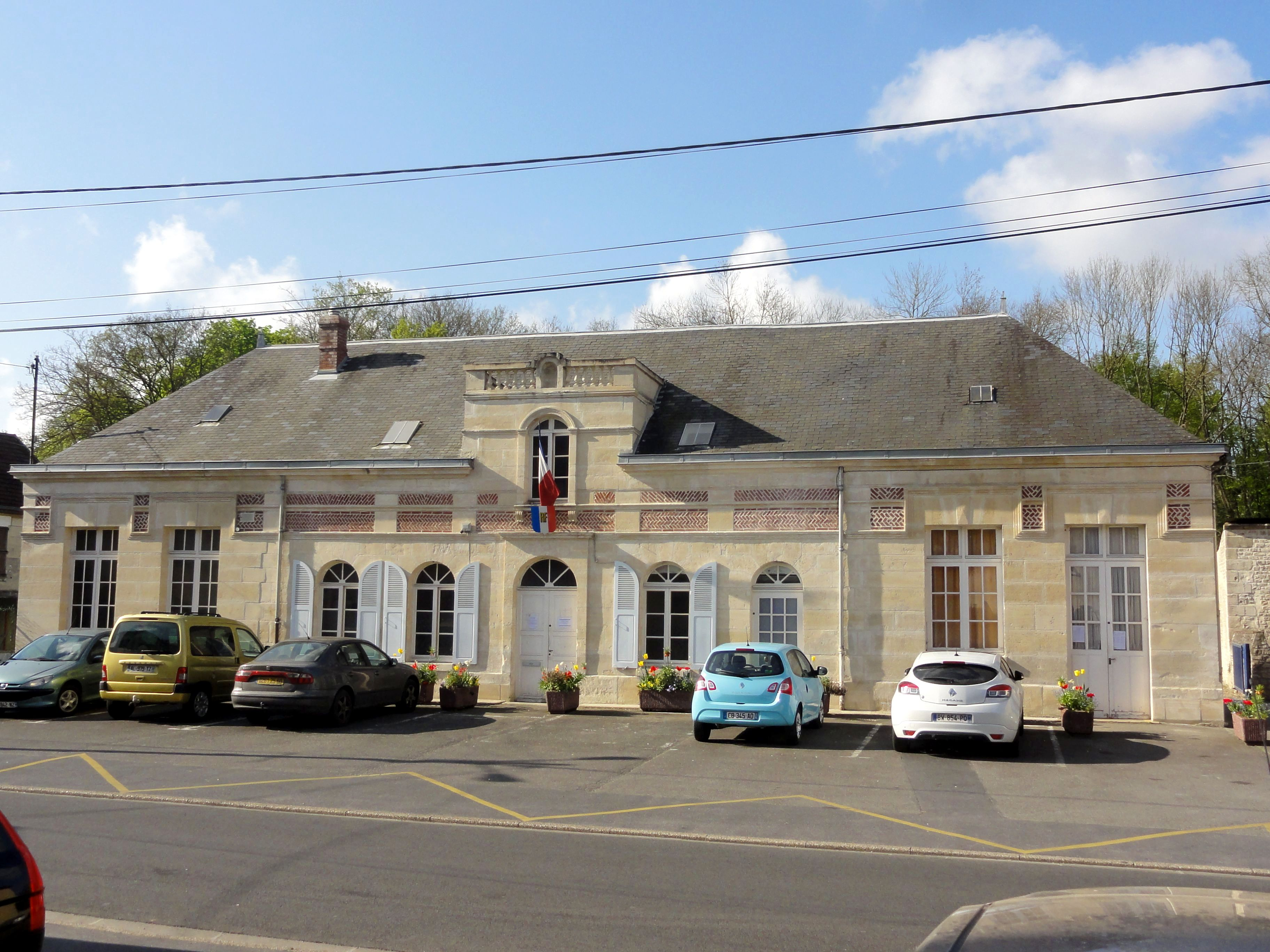
La mairie, rue de la République.

### Rattachements administratifs et électoraux

#### Rattachements administratifs
La commune se trouve depuis 1942 dans l'arrondissement de Clermont du département de l'Oise.  
Elle faisait partie depuis 1802 du canton de Liancourt. Dans le cadre du redécoupage cantonal de 2014 en France, cette circonscription administrative territoriale a disparu, et le canton n'est plus qu'une circonscription électorale.

#### Rattachements électoraux
Pour les élections départementales, la commune fait partie depuis 2014 du canton de Nogent-sur-Oise.
Pour l'élection des députés, elle fait partie de la septième circonscription de l'Oise.

### Intercommunalité
Monchy-Saint-Éloi est membre de la communauté de communes du Liancourtois - la Vallée dorée, un établissement public de coopération intercommunale (EPCI) à fiscalité propre auquel la commune a transféré un certain nombre de ses compétences, dans les conditions déterminées par le code général des collectivités territoriales.
En 2024 Monchy-Saint-Éloi demande à quitter la Vallée dorée pour rejoindre la communauté d'agglomération Creil Sud Oise, mais se heurte à l'opposition  du conseil communautaire et de plusieurs des communes membres,. La commune maintient sa position  en 2025, estimant que l'adhésion à l'ACSO permettrait de bénéficier d’une offre de transport adaptée à ses besoins et de bénéficier d’une politique environnementale, culturelle ou de l’habitat, plus adaptée que celle proposée par la Vallée dorée.

### Liste des maires
| Période                                  | Période                       | Identité        | Étiquette | Qualité |
| ---------------------------------------- | ----------------------------- | --------------- | --------- | --- |
| Les données manquantes sont à compléter. |                               |                 |           | |
|                                          |                               |                 |           | |
| 1970                                     | 1981                          | Raymond Maillet | PCF       | Instituteur Député de l'Oise (3e circ.) (1978 → 1981) Conseiller général de Liancourt (1976 → 1984) Président du conseil régional de Picardie (1980 → 1981) Démissionnaire pour assumer ses autres mandats |
| 1981                                     | novembre 2004                 | James Emrot     | PCF       | Cadre commercial Président de la CC du Liancourtois - la Vallée dorée (1995 → 2008) Démissionnaire |
| novembre 2004                            | En cours (au 11 janvier 2025) | Alain Boucher   | PCF       | Agent SNCF Président du SMVB Réélu pour le mandat 2020-2026 |

## Équipements et services publics

### Enseignement
La commune compte une école maternelle, l'école maternelle du Clos-Saint-Pol, et une école primaire.
Les enfants continuent habituellement leurs études au collège de Villers-Saint-Paul et aux lycées de Montataire ou de Creil.

## Population et société

### Démographie
Les habitants sont appelés les Monchyssois et les Monchyssoises.

#### Évolution démographique
L'évolution du nombre d'habitants est connue à travers les recensements de la population effectués dans la commune depuis 1793. Pour les communes de moins de 10 000 habitants, une enquête de recensement portant sur toute la population est réalisée tous les cinq ans, les populations de référence des années intermédiaires étant quant à elles estimées par interpolation ou extrapolation. Pour la commune, le premier recensement exhaustif entrant dans le cadre du nouveau dispositif a été réalisé en 2005.

En 2022, la commune comptait 2 161 habitants, en évolution de +0,37 % par rapport à 2016 (Oise : +0,87 %, France hors Mayotte : +2,11 %).
| 1793 | 1800 | 1806 | 1821 | 1831 | 1836 | 1841 | 1846 | 1851 |
| ---- | ---- | ---- | ---- | ---- | ---- | ---- | ---- | ---- |
| 285  | 317  | 306  | 322  | 364  | 383  | 355  | 357  | 342  |

| 1856 | 1861 | 1866 | 1872 | 1876 | 1881 | 1886 | 1891 | 1896 |
| ---- | ---- | ---- | ---- | ---- | ---- | ---- | ---- | ---- |
| 376  | 385  | 423  | 420  | 435  | 460  | 439  | 434  | 452  |

| 1901 | 1906 | 1911 | 1921 | 1926 | 1931 | 1936 | 1946 | 1954 |
| ---- | ---- | ---- | ---- | ---- | ---- | ---- | ---- | ---- |
| 449  | 473  | 541  | 516  | 543  | 613  | 631  | 656  | 722  |

| 1962 | 1968 | 1975  | 1982  | 1990  | 1999  | 2005  | 2006  | 2010  |
| ---- | ---- | ----- | ----- | ----- | ----- | ----- | ----- | ----- |
| 832  | 928  | 1 198 | 1 189 | 1 748 | 1 889 | 2 037 | 2 021 | 1 979 |

| 2015  | 2020  | 2022  | - | - | - | - | - | - |
| ----- | ----- | ----- | - | - | - | - | - | - |
| 2 164 | 2 164 | 2 161 | - | - | - | - | - | - |

#### Pyramide des âges
La population de la commune est relativement jeune.
En 2018, le taux de personnes d'un âge inférieur à 30 ans s'élève à 34,8 %, soit en dessous de la moyenne départementale (37,3 %). À l'inverse, le taux de personnes d'âge supérieur à 60 ans est de 27,2 % la même année, alors qu'il est de 22,8 % au niveau départemental.
En 2018, la commune comptait 1 093 hommes pour 1 104 femmes, soit un taux de 50,25 % de femmes, légèrement inférieur au taux départemental (51,11 %).
Les pyramides des âges de la commune et du département s'établissent comme suit.
| Hommes | Classe d’âge | Femmes |
| ------ | ------------ | ------ |
| 1,6    | 90 ou +      | 2,7    |
| 6,2    | 75-89 ans    | 8,1    |
| 18,3   | 60-74 ans    | 17,5   |
| 20,8   | 45-59 ans    | 22,0   |
| 16,5   | 30-44 ans    | 16,8   |
| 19,0   | 15-29 ans    | 13,6   |
| 17,8   | 0-14 ans     | 19,2   |

| Hommes | Classe d’âge | Femmes |
| ------ | ------------ | ------ |
| 0,5    | 90 ou +      | 1,4    |
| 5,5    | 75-89 ans    | 7,6    |
| 15,6   | 60-74 ans    | 16,3   |
| 20,8   | 45-59 ans    | 20     |
| 19,4   | 30-44 ans    | 19,4   |
| 17,6   | 15-29 ans    | 16,2   |
| 20,6   | 0-14 ans     | 19,1   |

## Culture locale et patrimoine

### Lieux et monuments
- Le château de Monchy-Saint-Éloi

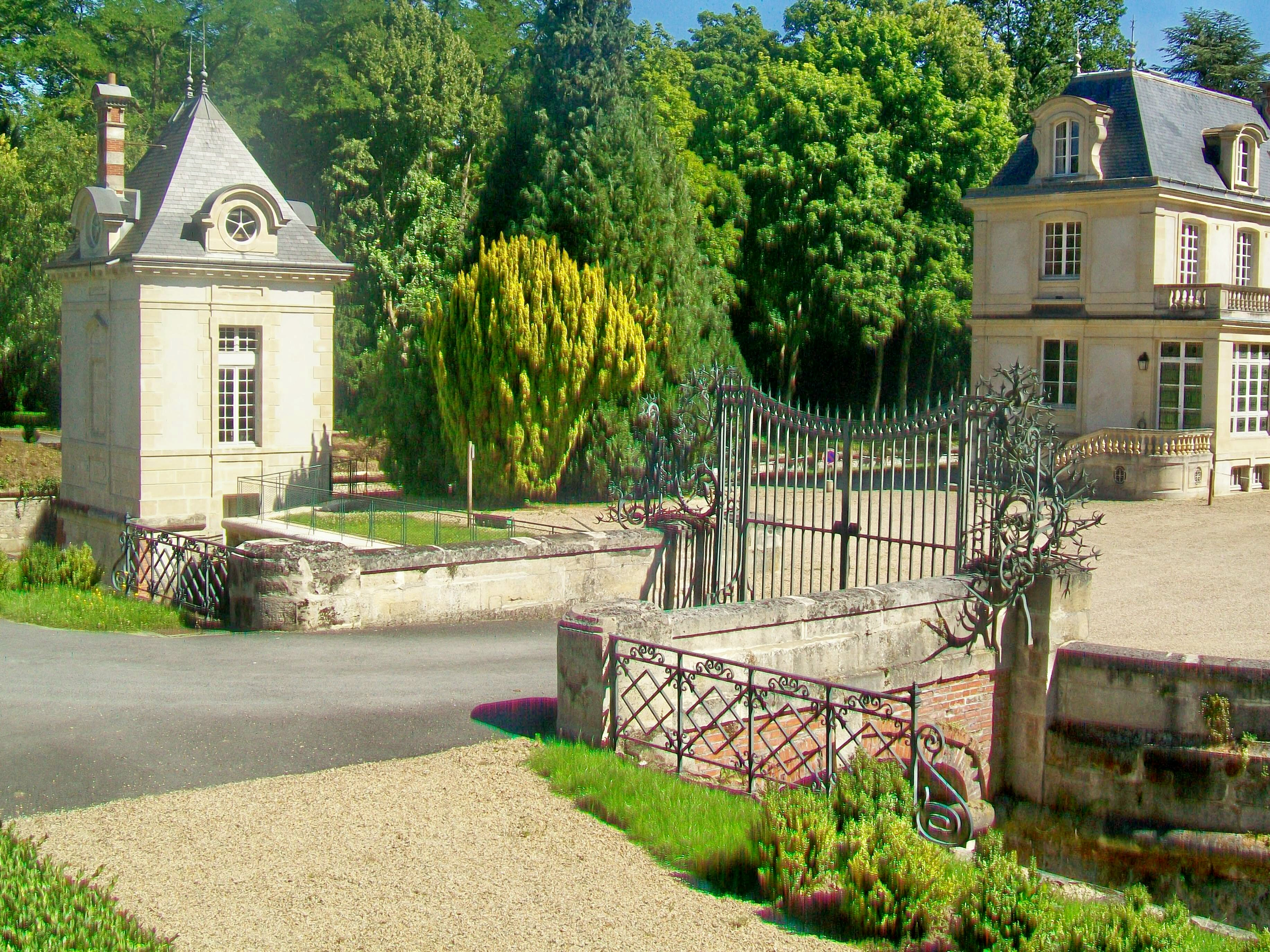
Pont et grille à l'entrée du château ; à gauche, l'un des deux pavillons de garde.

Le château de Monchy n'a pas eu de personnalités très marquantes parmi ses nombreux propriétaires. Il doit surtout sa réputation locale à deux d'entre eux : Marguerite Bellanger favorite de Napoléon III, qui en eut l'usufruit, car c'est pour le fils naturel de celle-ci, Charles Lebœuf, que Napoléon III achète discrètement le domaine, cet enfant étant probablement son fils. Puis le fameux industriel et affairiste Alexis Godillot célèbre par ses fournitures militaires et en particulier les chaussures auxquelles les soldats donnèrent son nom. En 1896, le château devient la possession de la famille Dailly, qui héberge le célèbre peintre Léon Bonnat, portraitiste officiel de la Troisième République, qui meurt au château le 8 septembre 1922.
En 1963, le domaine est morcelé par la construction de la nouvelle route nationale 16. Vingt-neuf hectares sont achetés par l'Association pour le développement de la formation professionnelle dans les transports, afin de créer un centre régional de formation. En 1966, la Brèche est détournée du parc et son lit comblé. Après restauration du château, restauration et agrandissement des bâtiments de l'ancienne ferme, les premières formations sont dispensées en 1966. De nouveaux bâtiments sont construits dès 1972 afin de répondre à la demande de formations toujours croissante.
- La glacière est située à une cinquantaine de mètres au nord-ouest du portail du château, de l'autre côté de la rue de Caucriaumont dans un terrain appelé « la Demi-Lune » au lieu-dit la Garenne. 
C'est une glacière de type maçonnée, en pierres calcaires provenant des carrières locales. Elle est intégrée dans une butte naturelle couverte de végétation. Le sas autour de l'entrée, au nord-est, constitue sa seule partie visible extérieurement. Il est en rocaille et de forme carrée (2,20 m sur 2,20 m). 
À l'intérieur du sas, une seconde porte ouvre sur le couloir conduisant à la cuve. Rectiligne, il descend en pente douce sur une longueur de 5 m et est axé sur la coupole. Il était recoupé vers le milieu de sa longueur par une porte intermédiaire, formant ainsi un second sas ; puis la cuve est également fermée par une porte. Toutes les portes étaient en bois, mais ont aujourd'hui disparu. L'extrémité du couloir arrive sur la partie supérieure de la cuve au niveau maximum de remplissage. 
La cuve est et a une profondeur de 3,20 m et un volume de 20 m3 environ ; elle se rajeunit légèrement vers le fond. Celui-ci est constitué par le terrain naturel sablonneux, donc très perméable, ce qui permettait l'évacuation de l'eau de fusion. Une banquette permet de cheminer sur tout le pourtour supérieur de la cuve. Celle-ci est surmontée d'une coupole sphérique légèrement aplatie, réalisée en pierres soigneusement appareillées. Au plafond, un crochet permettait de suspendre une lanterne pendant les opérations de remplissage où d'extraction de la glace.

La glacière du château de Monchy-Saint-Éloi
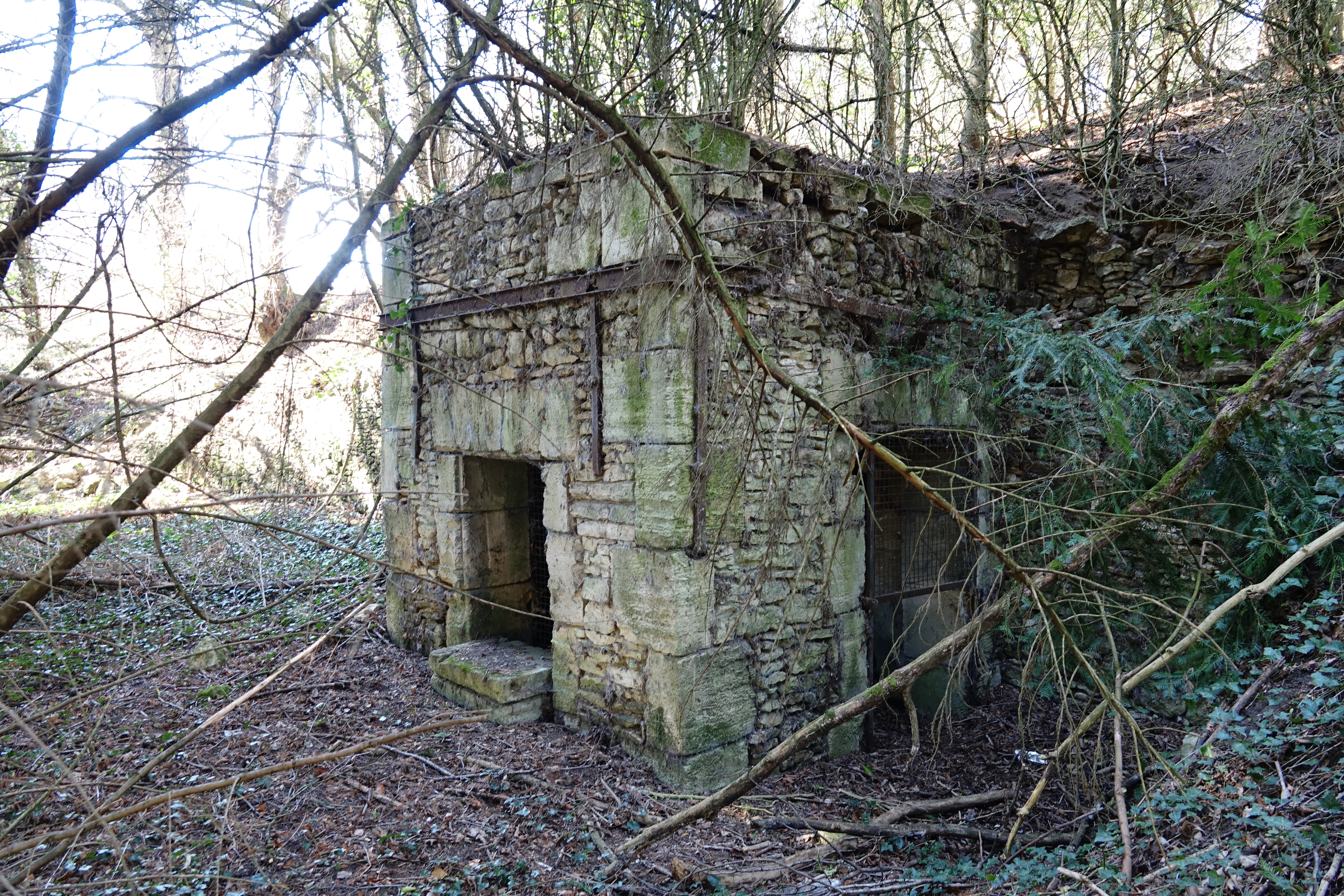
Sas extérieur
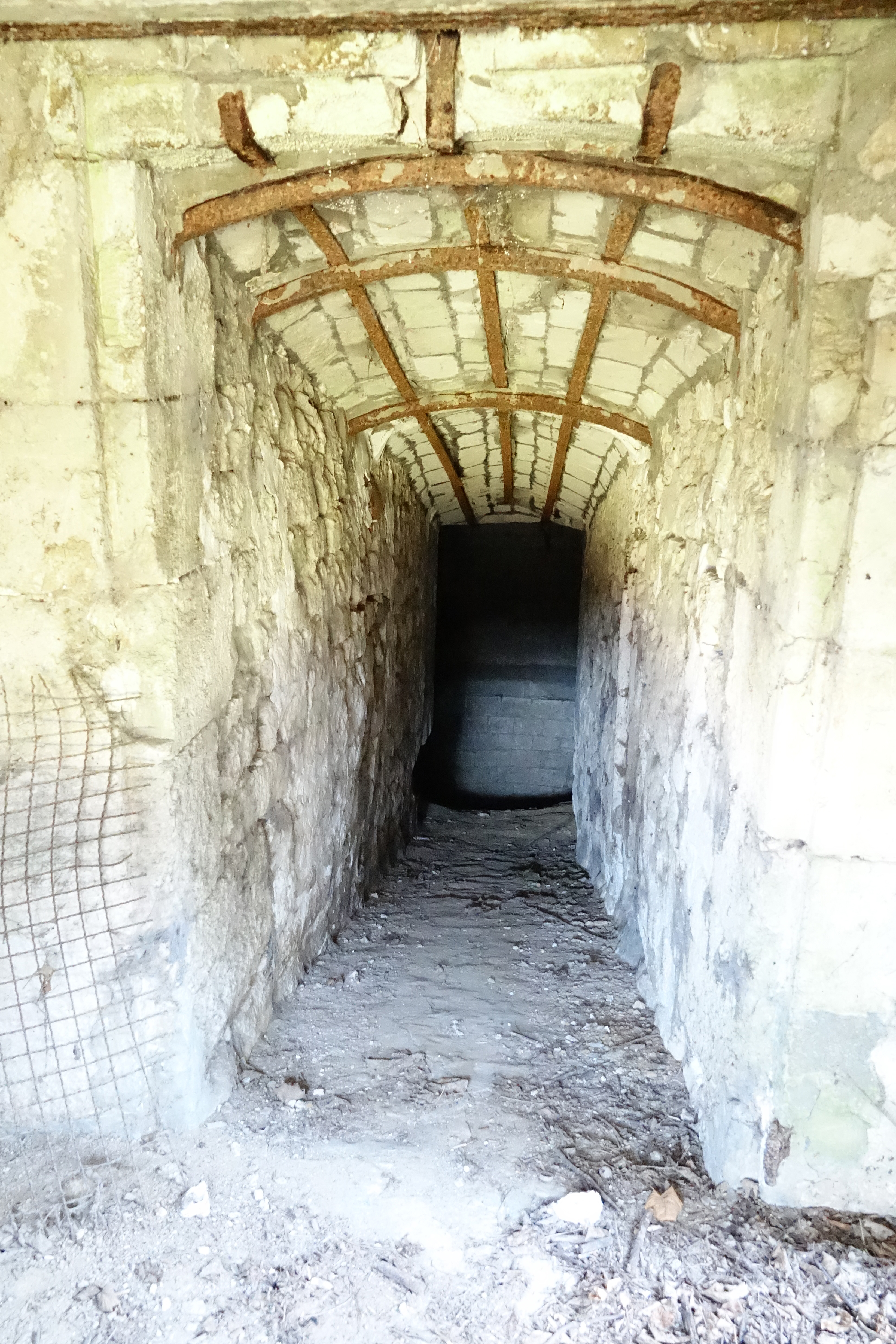
Couloir d'accès
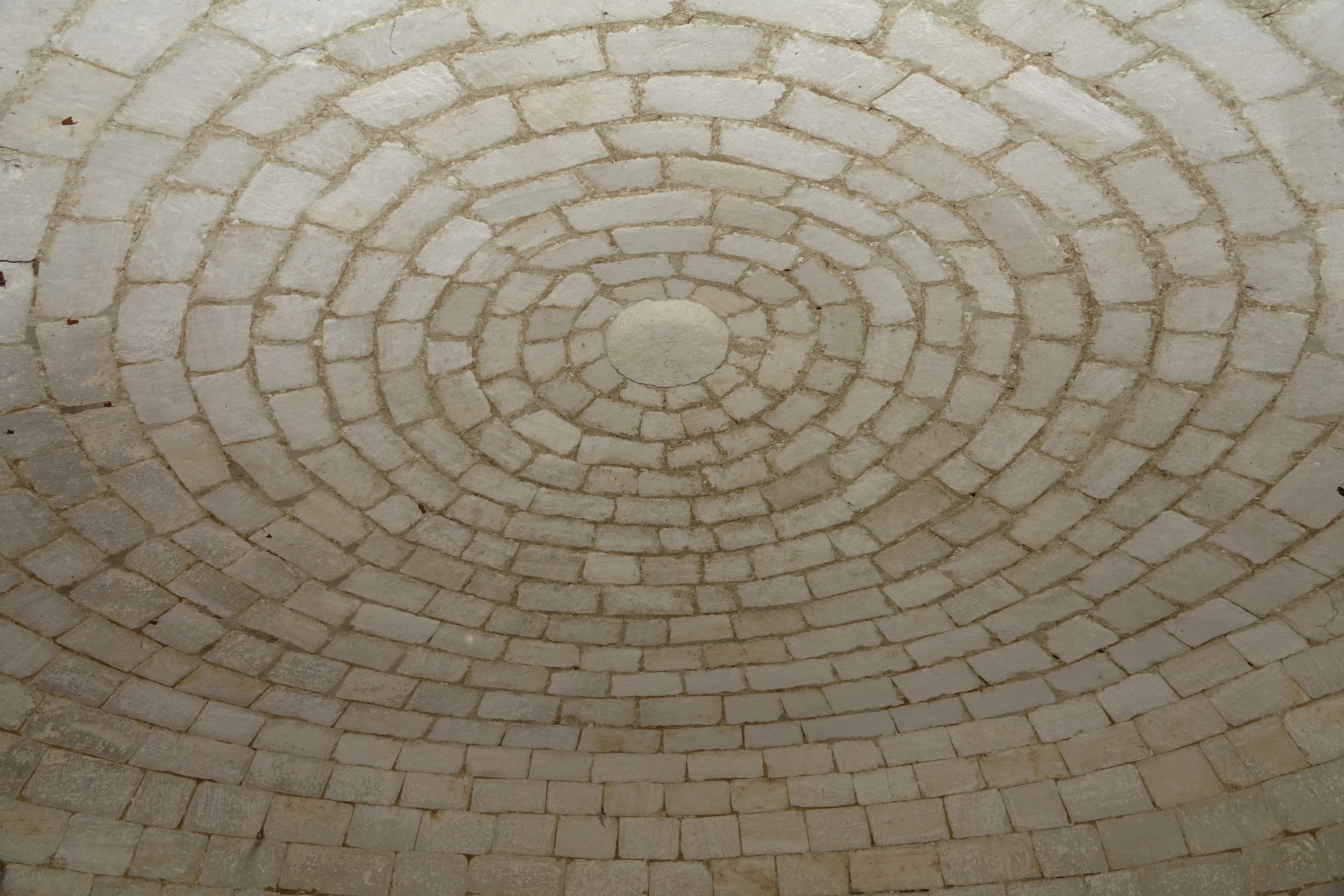
Plafond
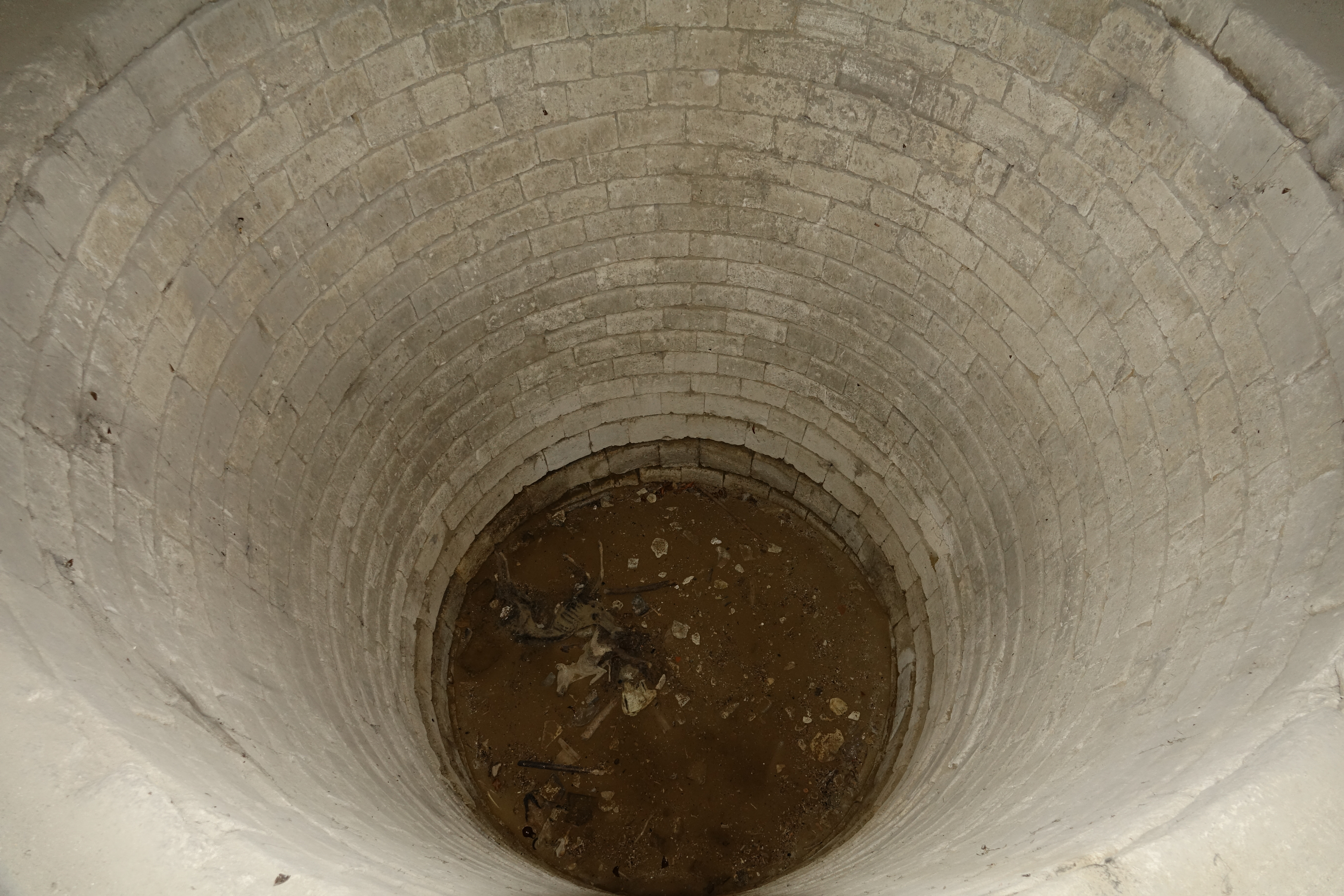
Cuve de 3,20 m

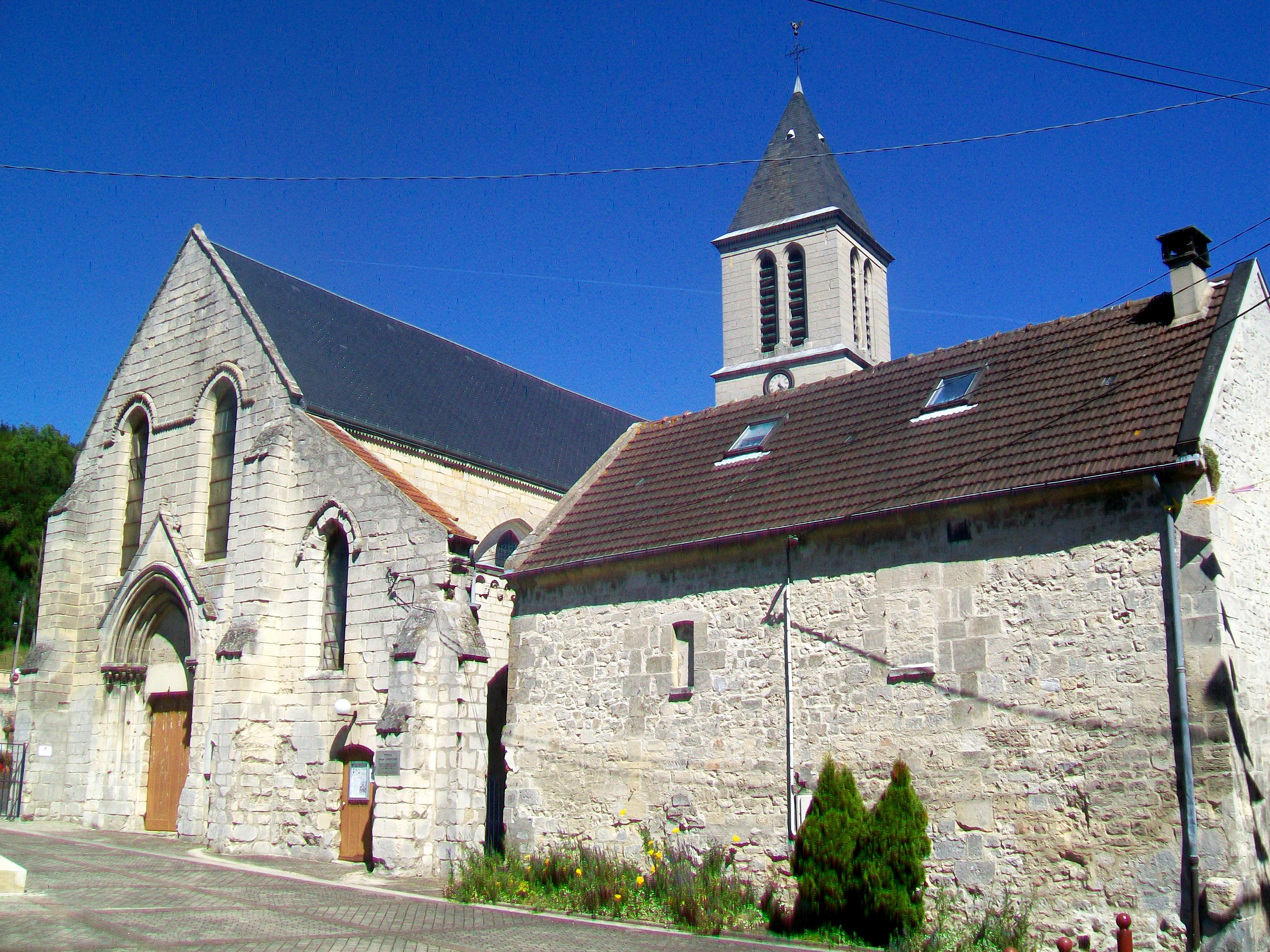
Façade occidentale (le bâtiment à droite ne fait pas partie de l'église).

- L'église Saint-Éloi conserve son clocher et son chœur romans du second quart du XIIe siècle. 
L'intérieur a perdu presque toute son authenticité lors d'une lourde restauration à la fin du XIXe siècle, qui explique que l'édifice n'est pas classé ou inscrit au titre des monuments historiques. 
Il est néanmoins intéressant pour son parti architectural, avec une voûte d'ogives archaïque pour la base du clocher, une voûte en berceau pour le chœur, et un chevet éclairé par un triplet ; ainsi en tant que témoin de l'évolution de l'édifice. En effet, il y reste les traces des ouvertures anciennes, bouchées en partie au dernier quart du XIIe siècle, quand une nef et un chœur plus spacieux sont ajoutés au nord de l'édifice roman, dans le style gothique primitif. L'église Saint-Éloi devient ainsi un édifice à double vaisseau. 
Le chœur est partiellement reconstruit en 1667, et est également concerné par la restauration de la fin du XIXe siècle. Il conserve un retable de pierre assez remarquable de la Renaissance, malheureusement privé de sa polychromie d'origine. Quelques éléments du mobilier sont classés,[44],[45].

### Personnalités liées à la commune
- Napoléon III (1808-1873) séjourne plusieurs jours au château de Monchy.
- Alexis Godillot (1816-1893), entrepreneur et manufacturier français, propriétaire du château.
- Léon Bonnat (1833-1922), un peintre portraitiste et collectionneur français peintre, mort au château de Monchy-Saint-Éloi le 8 septembre 1922.
- Pascal Soetens (1969-), éducateur sportif et animateur de l'émission de coaching familial Pascal, le grand frère.[pourquoi ?]

### Héraldique
| Blason de Monchy-Saint-Éloi | Blason  | D'argent au tube à canon posé en fasce, accompagné de trois cloches, le tout de sinople. |
| Blason de Monchy-Saint-Éloi | Détails | Le statut officiel du blason reste à déterminer.                                         |

## Pour approfondir